# 양념치킨
양념치킨은 한국식 닭튀김 요리로, 튀긴 닭고기에 고추장, 마늘, 설탕 따위를 넣어서 버무린 음식이다. 해외에서는 "한국식 프라이드 치킨"(Korean fried chicken)으로 알려져 있기도 하다. 매콤하면서 달짝지근한 맛이 특징이며, 한국에서는 패스트푸드 형식으로 먹거나 간식 또는 안주로 먹는다. 닭강정과 비슷하게 생겼으며, 미국을 포함하여 세계 각국에 양념치킨 음식점이 생기면서 인기를 얻고 있다.

## 유래
양념치킨의 최초 개발자라 주장하는 윤종계는 대구 효목동에 두평남칫한 공간에 가게를 차리고 처음에 프라이드 치킨만 판매했었다고 한다. 자신이 차린 치킨집에 손님들이 와서 먹다가 중간쯤 돼서 안 먹는 것을 보고 그러다 문득 김치를 떠올렸다. 소금에 절여서 붉은 양념을 묻혀 만드는 김치의 원리를 치킨에도 적용해보자고 결심한 것. 양념을 개발하게 됐고 6개월여 동안 매일 새로운 양념을 만들고 실패하기를 거듭하여 온갖 재료를 다 넣어보고 연구했다. 퍽퍽함을 해결하지 못하던 때에 "물엿 한 번 넣어보라"는 동네 할머니의 조언으로 윤종계 씨는 "치킨이 시간이 지나면 퍽퍽해 지니까 식어도 맛있게 먹을 수 있는 것을 만들게 됐다" 전 세계 최초 한지붕 세가족의 순돌이 이건주씨를 모델로 치킨 광고를 방송에 선보였고, 불도저로 돈을 밀었다고 했다. 특허에 대해 무지했던 윤종계씨는 일하던 직원이 몰래 특허 등록한 것을 뒤늦게 알게 됐고, 입증할 수 있으면, 처벌과 특허 원복이 가능하다고 안내를 받았으나, 처벌 받는다는 것에 맘에 걸려 해당 직원을 찾아가 특허포기하면 처벌하지 않겠다 설득하게 되었고, 특허없이 모두 이용가능한 상품이 되었으나 페리카나 양희권은 1981년 고추장이 들어간 양념치킨을 처음 만들었다고 주장하며 해당 양념치킨으로 개그맨 최양락이 출연한 광고를 대대적으로 방송하고 프랜차이즈 산업을 이끌었다고 한다. 처음에는 손님들이 생소하여 사는 것을 꺼려하였으나 무료 시식회를 열거나 프라이드 치킨 주문시 양념치킨을 조금 얹어주는 방식으로 홍보를 하면서 두 달만에 높은 반응을 보여왔으며, 특히 오레오가 출연한 CM송의 영향으로 높은 인기를 얻었다고 한다.

대한민국 법원에서는 1980년 윤종계가 양념통닭의 요리법을 창안하였다고 인정하였다.

## 인기
양념치킨은 치킨의 특유 느끼한 기름 맛에 익숙치 못한 사람들을 중심으로 인기를 끌고 있다. 물론 양념치킨의 달짝지근한 맛과 쉽게 눅눅해지는 튀김에 거부감을 가지는 사람들은 양념치킨보다 본래 프라이드 치킨의 바삭한 맛을 선호하기도 하며, 여기에 따른 절충안으로 양념과 후라이드를 반반씩 넣는 곳도 많아 '양념 반 후라이드 반' 혹은 '반반무많이'이라는 용어가 나왔다.또 푸라닭에서는 프라이드 치킨의 바삭함과 양념치킨의 달콤함을 살짝 넣고 간장치킨의 짭쪼름함도 담아내 인기가 있다.

## 조리 방법
닭고기를 먹기 좋게 토막내어 소금, 후춧가루, 청주, 커리가루로 밑간한다. 밑간 양념을 한 닭고기에 달걀과 녹말가루를 넣어 튀김 반죽을 만들어서 튀김기름에 하나씩 떼어서 바삭하게 두 번 튀겨낸다. 튀긴 닭을 키친 타월에 올려 기름기를 빼내어 프라이드 치킨을 완성한다. 여기에 양념소스를 완성된 프라이드 치킨에 버무린다. 먹기 전 다진 땅콩을 뿌려 맛을 낸다.

## 그 외
한국소비자원의 조사 결과에 따르면 양념치킨의 열량은 평균 2,700~2,900kcal선의 매우 높은 열량을 가지고 있다. 프라이드 치킨보다 열량이 매우 높은 이유는 추가로 넣는 한 마리당 사용되는 양념소스의 열량이 평균 1,000kcal를 지니고 있기 때문이다. 그리고 양념소스의 단가로 인해 프라이드 치킨보다 단가가 조금 더 높다. 양념치킨은 양념소스의 영향으로 다소 튀김옷이 빨리 눅눅해지는 편이다. 양념치킨 특유의 눅눅함을 선호하는 사람도 있으나, 만약 양념치킨을 바삭하게 먹고 싶으면 구입 후 즉시 섭취하면 된다. 주의할 것은 프라이드 치킨보다 식는 정도가 느리기 때문에 급하게 먹을 경우 입을 데일 우려가 높다. 양념치킨은 양념소스로 인해 튀김옷의 색을 정확히 알 수 없는 이유 때문에, 일부 업체가 이를 노려 오래된 폐식용유로 튀겨내거나, 오래된 치킨을 다시 튀겨내는 사례가 있다.

## 같이 보기
- 파닭
- 자지가이
- 버펄로 빌
- 닭튀김
- 프라이드 치킨
- 치킨
- 오리지널 치킨